# Edita Broglio

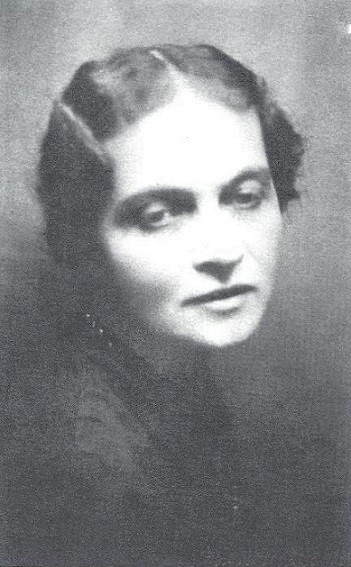
Edita Broglio

Edita Broglio (1886–1977) fue una artista letona conocida por sus pinturas en el género del realismo mágico .
Nació como Edita Walterowna von Zur Muehlen el 26 de 1886 en la ciudad de Smiltene, al nordeste de Riga. De 1908 a 1910 estudió en la Academia de Arte de Konigsberg, al este de Prussia.
Broglio dejó Letonia en 1910 para instalarse en Roma.  Allí se casó con Mario Broglio, y juntos  fundaron la revista de arte italiana Valori plastici. Murió en Roma en 1977.